# Gollmitz (Nordwestuckermark)
Gollmitz ist ein Ortsteil der Gemeinde Nordwestuckermark im Landkreis Uckermark in Brandenburg. Der Ort liegt an der Landesstraße L 15, südöstlich verläuft die B 109. Östlich erstreckt sich der 10,3 km² große Unteruckersee, südöstlich das rund 235 ha große Naturschutzgebiet Charlottenhöhe und südwestlich das rund 304 ha große Naturschutzgebiet Tiergarten Boitzenburg.

## Geschichte
Es ist belegt, dass bereits im Neolithikum auf dem Gebiet von Gollmitz eine Siedlung bestand (siehe Liste der Bodendenkmale in Nordwestuckermark – Gollmitz; insgesamt sieben Bodendenkmale).

### Eingemeindungen
Am 1. November 2001 erfolgte die Eingemeindung von Gollmitz zur neuen Gemeinde Nordwestuckermark.

## Sehenswürdigkeiten

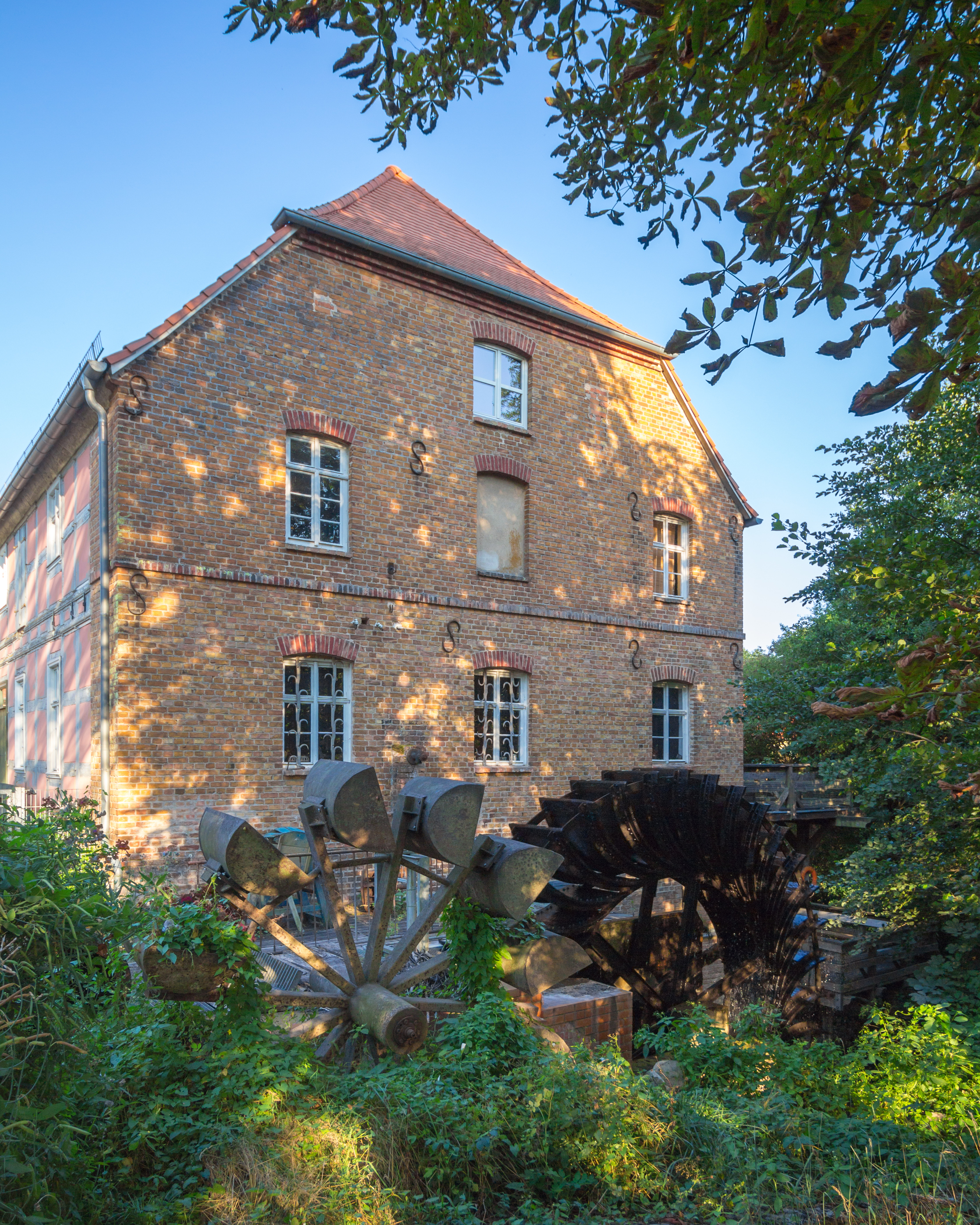
Wassermühle Gollmitz, 2015

- In der Liste der Baudenkmale in Nordwestuckermark sind für Gollmitz sechs Baudenkmale aufgeführt.
- In der Wassermühle Gollmitz (1724–1745 erbaut), die den Deutschen Mühlentag 2024 eröffnete, gibt es ein Mühlenmuseum.[1][2]